# Bassebergsgölen
Bassebergsgölen är en sjö i Vaggeryds kommun i Småland och ingår i Lagans huvudavrinningsområde. Sjön är 3,6 meter djup, har en yta på 0,003 kvadratkilometer och är belägen 275 meter över havet.